# Liocheles
Genre
Synonymes
- Ischnurus C. L. Koch, 1837

Liocheles est un genre de scorpions de la famille des Hormuridae.

## Distribution
Les espèces de ce genre se rencontrent en Asie du Sud, en Asie du Sud-Est, en Asie de l'Est et en Océanie.

## Liste des espèces
Selon The Scorpion Files (03/01/2021) :
- Liocheles australasiae (Fabricius, 1775)
- Liocheles oranghutan Ythier & Richard, 2020
- Liocheles longimanus (Werner, 1939)
- Liocheles nigripes (Pocock, 1897)
- Liocheles schalleri Mirza, 2017

## Systématique et taxinomie
Le genre Hormurus a été relevé de sa synonymie avec Liocheles par Monod, Harvey et Prendini en 2013.

## Publication originale
- Sundevall, 1833 : Conspectus Arachnidum. Londini Gothorum, p. 1-39.